# سیارک ۶۶۵۵
سیارک ۶۶۵۵ (به انگلیسی: 6655 Nagahama، نامگذاری:1992EL1) شش هزار و ششصد و پنجاه و پنجمین سیارک کشف شده‌است که در ۸ مارس ۱۹۹۲ کشف شد.
قدر مطلق سیارک برابر ۱۱٫۴۰ است.